# Anomala freyi
Anomala freyi är en skalbaggsart som beskrevs av Machatschke 1972. Anomala freyi ingår i släktet Anomala och familjen Rutelidae. Inga underarter finns listade i Catalogue of Life.